# Pierino Sodano
Pierino Sodano, parfois appelé Piero Sodano (né en 1894 et mort au XXe siècle), est un joueur de football italien, qui évoluait au poste d'attaquant.

## Biographie
Il fait ses débuts dans le football avec le club de la Juventus le 4 octobre 1914 contre le modeste club de l'US Valenzana Calcio lors d'une écrasante victoire 9-0, match lors duquel il inscrit un doublé. 
Son dernier match, lui, a lieu contre la bête noire de la Juve, le Genoa CFC, le 10 janvier 1915 lors d'une défaite 4-0. 
Lors de la saison 1914-1915, il est le meilleur buteur du club, avec onze réalisations.